# Africolaria
Africolaria is een geslacht van weekdieren uit de klasse van de Gastropoda (slakken).

## Soorten
- Africolaria rutila (Watson, 1882)
- Africolaria thersites (Reeve, 1847)
- Africolaria wattersae (Kilburn, 1974)